# 郷土の偉人シリーズ
ドキュメンタリードラマ 郷土の偉人シリーズ（ドキュメンタリードラマ きょうどのいじんシリーズ）は、日本の熊本県にあるテレビ熊本（TKU）が1993年（平成5年）から年に1回制作し、フジネットワーク（FNN）九州ブロック7局で放送しているドキュメンタリードラマ。
TKU開局25周年事業として放送が始まり、2023年（令和5年）に放送30回を迎えた。

## 沿革
1993年（平成5年）、TKUは深夜討論番組「これでいいのか熊本!」で地域おこし運動を取り上げた際、荒尾市の町おこし地域おこしグループの活動を放送した。この討論番組のパネリストだった米川均（熊本映画祭代表、日本監督協会会員）の提言で、TKUは地域活性化のために、郷土である熊本出身の偉人を紹介する番組制作を企画した。
制作局長と営業局長は制作費の概算を1,800万円とした企画書で決裁を受け、荒尾市の地域おこし運動とのタイアップで荒尾市が後援することとなった。脚本は米川が執筆し、放送はFNN九州ブロック7局での放送が決まった。制作総括に制作局長、プロデューサー兼カメラマンは専任局長、ディレクターは制作部員が担当したが、地方の民放局がドラマ仕立ての番組を制作するノウハウが無く、監督や主演俳優の人選は米川の個人的な人脈に頼った。それでも、監督に映画『TATTOO＜刺青＞あり』の高橋伴明、出演の仲村トオルを起用するなど、映画や在京キー局のテレビドラマにも関わる著名なスタッフや出演者での制作が進められた。
第一作「明治青春伝 ～孫文と宮崎四兄弟・アジアの自由と独立の旗の下に～」は、8月から9月末まで東京や地元荒尾でのロケ撮影が行われ、文化の日に合わせて11月3日の16時から放送された。制作費が概算よりも超過し、時代考証や季節感が不具合という問題点を残しながらシリーズ化された。第2作「肥後のカミナリ 北里柴三郎」は、内容の高い評価からTKU番組審議会が学校教育で二次使用を提案し、学校での放送を容易にするため文部省選定作品となった。同様に、第3作「天成のジャーナリスト 徳富蘇峰」も文部省選定作品となった。第6作「～未来を見つめた幕末の英傑～ 横井小楠」は、横井が福井藩から熊本藩に招聘された史実や、福井藩での実績に対する熊本藩での功績を紹介する観点や、熊本市と福井市の姉妹都市締結5周年と横井生誕180周年・没後130周年作品として、両市が協賛した。また、FNN系列の福井テレビジョン放送（FTB）が協力して制作され、1998年（平成10年）8月25日に東映京都撮影所でクランクインし、同年11月3日にFNN九州ブロック7局とFTBで放送されたほか、FNNキー局のフジテレビ（1999年1月10日26:25-27:33放送、8月29日深夜に再放送）や同じFNN系列の関西テレビ（1999年1月10日26:25-27:33）でも放送された。

## 制作
企画は熊本県内の地方公共団体が行い、制作をTKUが行う。脚本や衣装などは東京のスタッフが担当するが、制作の大半を普段は情報番組を担当している熊本のスタッフが行う。撮影もプロデューサーや脚本、監督などの主要スタッフもTKUの職員が就き、ナレーションをTKUのアナウンサーも担当することもあるが、初期は脚本や監督に映画や在京キー局のテレビドラマにも関わる人物が起用されていた。出演者はローカルタレントのみならず、在京キー局制作のテレビドラマにも出演する俳優が起用されるほか、取り上げた人物の親族、さらにはTKUの重役がカメオ出演することがある。2010年代までは夏の間に撮影して文化の日の11月3日前後に放送していたが、2020年代の第28作以降は、夏の猛暑を避けて11月に撮影し、翌年の1月に放送している。
ドラマ部分は題材となった偉人を主人公に進行する再現ドラマで、約1週間を使って、偉人のゆかりの場所を中心に熊本県内各地でロケ撮影されるほか、地元住民がエキストラで出演する。第19作は例外的に、架空のイベント会社の社員を主人公に、彼の家族や知人が偉人の生涯を追うというドラマ仕立ての構成だった。第32作は、熊本での経験が夏目漱石の作品に影響したという視点で、劇中劇として漱石の作品（『坊つちやん』・『草枕』・『それから』・『吾輩は猫である』）を映像化した。

## 作品リスト
| 番号 | 題名                                                         | 脚本                                | 監督                                                           | 主な出演者 | ナレーション                                                           | 放送年月日                                  | 備考 | 出典                              |
| ---- | ------------------------------------------------------------ | ----------------------------------- | -------------------------------------------------------------- | --- | ---------------------------------------------------------------------- | ------------------------------------------- | --- | --------------------------------- |
| 1    | 明治青春伝 ～孫文と宮崎四兄弟 アジアの自由と独立の旗の下に～ | 米川均                              | 高橋伴明                                                       | 杉本哲太（宮崎滔天）、豊川悦司（宮崎彌蔵）、洞口依子（前田槌）、片岡礼子（林加代）、翁華栄（孫文）、趙方豪（中江兆民）、阪本浩之（林太郎）、清水冠助（平川雄一）、下元史朗（戴天仇）、飯島大介（市蔵）、佐藤允（宮崎政賢）、西村亮（黄興）、楠トシエ（林トヨ）、永島敏行（宮崎民蔵）、仲村トオル（宮崎八郎）                   | 原田芳雄                                                               | 1993年 11月3日                              | TKU開局25周年特別番組 主題歌：瀬戸口修「コールタールの匂いのする夏」 | [ 12 ]                            |
| 2    | 肥後のカミナリ 北里柴三郎                                    | 佐々木守                            | 真船禎                                                         | 勝野洋（北里柴三郎）、宮崎美子（北里乕）、新藤栄作（石神享）、趙方豪（村中研究員）、重田尚彦（岩本教授）、広瀬昌亮（研究員）、長門裕之（福沢諭吉）、外波山文明（壮士）、志水希梨子（看護婦）、中原翔子（看護婦）、奥村公延（長与専斎）、南原宏治（石黒忠悳）、浜田光夫（北里惟信）、石橋蓮司（青山胤通）、水前寺清子（北里貞） | 矢部絹子（TKUアナウンサー）                                            | 1994年 11月3日                              | 文部省特選作品 | [ 1 ] [ 13 ]                      |
| 3    | 天成のジャーナリスト 徳富蘇峰                                | 佐々木守                            | 福田誠                                                         | 田中健（徳富蘇峰）、美保純（徳富静子）、嶋田久作（徳富蘆花）、川越美和（小堀ヨネ）、川津祐介（新島襄）、村松克巳（国民新聞社河西）、織本順吉（根津嘉一郎）、沖直美（徳富愛子）、島かおり（徳富久子）、山本學（徳富一敬） |                                                                        | 1995年 11月3日                              | 文部省特選作品 | [ 14 ] [ 15 ] [ 16 ]              |
| 4    | 火の国への望郷、そして愛… 作詞家・島田磐也                   |                                     |                                                                | 勝野洋（島田磐也）、宮崎淑子、水前寺清子 |                                                                        | 1996年 11月3日                              | | [ 14 ] [ 17 ]                     |
| 5    | 若き日に汝の希望を星につなげ 松前重義・名利なき証言          | 佐々木守 真船禎（「真船匡氏」名義） | 真船匡氏                                                       | 西郷輝彦（松前重義）、長門裕之（内村鑑三）、島田楊子（松前信子）、南原宏治（梶井剛）、渡辺文雄（木下博士）、浜畑賢吉（逓信省課長）、岡本信人（篠原登）、冨家規政（高田進）、中原丈雄（加藤鑰平）、渡辺恭士（桑山鉄男）、池田裕成（石川武二）                                                                                   | 守田喬（TKUアナウンサー） 矢部絹子（TKUアナウンサー）                  | 1997年 11月3日                              | 監修：東海大学 | [ 14 ] [ 18 ]                     |
| 6    | 〜未来を見つめた幕末の英傑〜 横井小楠                        | 井上泰治、池島勇三、田村満          | 井上泰治 大瀬邦彦（ドキュメンタリー演出、TKUディレクター）     | 西郷輝彦（横井小楠）、宮崎叔子（後妻）、林与一（松平春嶽）、榎木孝明（坂本龍馬）、伊吹吾郎、岡本信人、海野けい子、谷口高史、大橋壮多（矢島源助）、長尾豪二郎、波多野博、藤沢徹夫、細川純一、柴田善行 | 森田晋（ドラマ部分） 矢部絹子（ドキュメンタリー部分、TKUアナウンサー） | 1998年 11月3日                              | 熊本市・福井市姉妹都市締結5周年・横井生誕180周年・没後130周年作品 企画：熊本市 協力：福井市、福井テレビジョン放送、東映太秦映像 1998年芸術祭参加作品 福井テレビジョン、フジテレビ、関西テレビでも放送                                             | [ 14 ] [ 11 ] [ 6 ]               |
| 7    | 夢をかなえた男 マラソン王 金栗四三                           | 野尻靖之（構成）                    | 石井てるよし 大瀬邦彦（ドキュメンタリー演出、TKUディレクター） | 井田州彦（金栗四三）、井上晴美（池部スヤ）、赤座美代子、神山繁（嘉納治五郎）、上坂克洋 |                                                                        | 1999年 11月3日                              | 第54回国民体育大会（くまもと未来国体）の開催に合わせて、陸上選手である金栗が取り上げられた。 | [ 19 ]                            |
| 8    | 知られざる清浦奎吾の生涯 熊本初の総理大臣                    | 橋塚慎一                            | 真船禎 大瀬邦彦（ドキュメンタリー演出、TKUディレクター）       | 永島敏行（清浦奎吾）、夏川結衣（清浦錬子）、竜雷太（山縣有朋）、冨家規政（横田国臣） |                                                                        | 2000年 11月3日                              | 企画：鹿本町 監修：清浦奎吾顕彰会 | [ 20 ]                            |
| 9    | 海軍少将 高木惣吉 〜すみやかに戦争の終結をはかるべし〜       | 谷津弘幸                            | 樋口徹 斎藤公俊（ドキュメンタリー演出）                        | 柴俊夫（高木惣吉）、石田えり（高木静江）、朝倉伸二（有馬正文）、俵木藤汰（吉岡文六）、田口主将、原川浩明、稲宮誠、永森英二、鈴木健介、亀石征一郎（岡田啓介）、草薙幸二郎（西田幾多郎）、山口美也子（高木サヨ）、平泉成（井上成美）                                                                                             | 守田喬（TKUアナウンサー）                                              | 2001年 11月3日                              | 題字：福永浩介（人吉市市長） | [ 21 ] [ 22 ]                     |
| 10   | 俳人 中村汀女 ～今日の風、今日の花～                         | 樋川佳代                            | 樋口徹 杉山幸宏、樋口徹、中津留誠（「演出」名義）              | 渡辺典子（中村汀女）、河野洋一郎（中村重喜）、銀粉蝶（斎藤亭）、渡辺いっけい（高浜虚子）、斉藤慶子（杉田久女）、水川あさみ |                                                                        | 2002年 11月2日                              | 監修：小川濤美子 シリーズで初めて女性を取り上げた作品 | [ 23 ]                            |
| 11   | 農魂の人・松田喜一伝 ～人間作れ、土作れ！～                  |                                     |                                                                | 永島敏行（松田喜一）、石田えり（松田カズモ）、かなぶんや（河村九淵）、緒方由美 |                                                                        | 2003年 11月1日                              | 企画：松橋町 | [ 24 ]                            |
| 12   | 夢の架け橋 天草五橋の情熱をかけた男 森慈秀                   |                                     |                                                                | 小野武彦（森慈秀、晩年）、原田龍二（森慈秀、青年期）、戸田開斗（秀松=森慈秀、少年期）、大河内奈々子（森静子）、佐藤進（竹山祐太郎）、高村公平（領民の首領）、緒方由美（領民）、hugh（天草四郎時貞）、井手らっきょ（船頭）、小西博之（園田直）                                                                                  | hugh                                                                   | 2004年 11月7日                              | TKU開局35周年番組 上天草市誕生記念作品 | [ 25 ]                            |
| 13   | グレーの画家 坂本善三の世界                                  |                                     |                                                                | |                                                                        | 2005年 11月6日                              | 完成披露の記者会見は、小国町の坂本善三美術館で行われた。 | [ 26 ] [ 27 ]                     |
| 14   | 日本の食卓を変えた火の國の女 江上トミ                        |                                     | 古賀敏仁                                                       | 細川ふみえ（江上トミ）、小沢真珠（片岡由梨絵）、中野良子（藤崎アサ）、榎木孝明（特別出演、山田巌）、楠年明（藤崎弥一郎） | 田中律子（ナビゲーター） 下條アトム                                    | 2006年 11月5日                              | | [ 28 ]                            |
| 15   | 押し相撲の名大関 栃光正之 ～真実一路・待ったなし             |                                     |                                                                | 両國宏（栃光正之）、松本和夫（春日野親方）、朝加真由美（中村さき）、斉藤暁（中村治郎）、中原丈雄（畑中賢三） | 畑正憲（ナビゲーター） 池水通洋                                        | 2007年 10月28日                             | 撮影は文徳高等学校で行われた。 | [ 29 ] [ 30 ]                     |
| 16   | 夢の足跡 画家マナブ間部 ～ブラジルと日本に架けた虹～         | ひかわかよ                          | 立田大助（「演出」名義、TKU）                                  | 斉藤暁（マナブ間部）、賀来千香子（よしの）、神谷涼太（安田良平）、大林丈史、相島一之、日下由美、ひかわかよ、田中聡元 |                                                                        | 2008年 11月2日                              | ブラジル日本移民100周年記念作品 | [ 31 ]                            |
| 17   | 四賢婦人 矢嶋楫子とその姉たち ～女性の扉を開けた信念の人～   | ひかわかよ                          | 立田大助（「演出」名義、TKU）                                  | 有森也実（矢嶋楫子）、未來貴子（竹崎順子）、大沢さやか（徳富久子）、邑木みほ（横井つせ子）、尾崎右宗（書生・田中）、中原丈雄（矢嶋直方）、中山忍（宮城薫）、佐藤栞（達子） |                                                                        | 2009年 11月1日                              | 企画：益城町 協力：日本キリスト教婦人矯風会、学校法人女子学院、熊本フェイス学院高等学校、益城町交流情報センター | [ 32 ]                            |
| 18   | 空の開拓者 日野熊蔵伝                                        | ひかわかよ                          | 立田大助（「演出」名義、TKU）                                  | 市毛良枝（日野ヤス、晩年）、神保悟志（日野熊蔵）、中原丈雄（徳川好敏、晩年）、末永遥（日野ヤス、青年期-壮年期）、田中実（徳川好敏、青年期） |                                                                        | 2010年 10月31日                             | 企画：人吉市 原作：渋谷敦『日野熊蔵伝 日本初のパイロット』 協力：国立科学博物館、かかみがはら航空宇宙科学博物館、日本航空協会、熊本博物館 日野と徳川による日本初の動力飛行（1910年12月19日）から100周年に合わせて放送された。                     | [ 33 ]                            |
| 19   | 海の司令官 小西行長 ～秀吉が日本を託した男～                 | ひかわかよ                          | 立田大助（「演出」名義、TKU）                                  | 葛山信吾（小西行長）、柏原収史（来栖健吾）、白石美帆（来栖真紀子）、五代高之（桐谷秀樹）、吉井亜希子（桔川清美）、桑路ススム（大吉）、堀田清（豊臣秀吉）、大和田正人（オルガンティーノ） |                                                                        | 2011年 10月30日                             | 企画：宇土市 | [ 34 ]                            |
| 20   | 郷土と共に歩んだ真の指導者 河津寅雄                          | ひかわかよ                          | 立田大助（「演出」名義、TKU）                                  | 東幹久（河津寅雄）、映美くらら（河津チヨメ）、山崎樹範（木本耕作）、中原丈雄（河津友喜）、未來貴子（河津ノブ）、桑路ススム（河津泰雄）、緒方由美（農家） |                                                                        | 2012年 10月28日                             | | [ 35 ]                            |
| 21   | こころをつないだタクト ～指揮者・小山卯三郎～                |                                     | 松田竜介（「演出」名義、TKU）                                  | 西村和彦（小山卯三郎）、田中要次（丸山衛）、原幹恵（井上路子）、中村靖日（斉藤秀介、青年期）、中原丈雄（斉藤秀介） |                                                                        | 2013年 10月27日                             | | [ 36 ] [ 37 ]                     |
| 22   | 広告の先駆者・光永星郎 ～健・根・信を貫いた男～              | 樋口徹                              | 樋口徹（「演出」名義）                                         | 綿引勝彦（光永星郎）、堀文明（光永星郎、若年期）、岡田浩暉（光永真三）、映美くらら（光永ツギ）、飯田基祐（桜田優作）、嶋田久作（山嘉太郎）、新井康弘（光永雄喜）、桑路ススム |                                                                        | 2014年 10月26日                             | | [ 38 ] [ 39 ]                     |
| 23   | 長野濬平 ～近代養蚕業の開祖～                                |                                     | 酒井麻衣（「総合演出」名義）                                   | 渡辺いっけい（長野濬平）、眞島秀和（速水堅曹）、坂元健児（川島利久）、古閑三惠（長野寿喜）、水間ロン（江上親蔵）、米野真織（長野千寿） |                                                                        | 2015年 11月1日                              | 企画：山鹿市 制作発表の記者会見は、山鹿市の八千代座で行われた。 | [ 40 ] [ 41 ]                     |
| 24   | 絆を通した種山石工 橋本勘五郎 ～明日に架ける橋～             | 樋口徹、小林和紘                    | 酒井麻衣（「総合演出」名義）                                   | 山崎銀之丞（橋本勘五郎）、伊嵜充則（橋本彌熊）、中越典子（橋本希以）、坂元健児（石本丈八）佐戸井けん太（布田保之助）、熊本竜太（石工A） | 映美くらら（ナビゲーター） 熊本竜太                                    | 2016年 10月30日                             | 企画：八代市 制作発表の記者会見は、八代市の東陽石匠館で行われた。 | [ 42 ] [ 43 ]                     |
| 25   | 合志義塾 ～カタルパの樹がつなぐ明日～                        | 樋口徹、小林和紘                    | 酒井麻衣（「総合演出」名義）                                   | 陳内将（工藤左一）、石黒英雄（平田一十）、秋山真太郎、吉本実憂（工藤ムツ）、坂田梨香子、坂元健児、西谷星七（工藤佐一、幼少期）、鶴翔麒（平田一十、幼少期） | 映美くらら（ナビゲーター） 熊本竜太                                    | 2017年 10月29日                             | 企画：合志市 | [ 44 ] [ 45 ] [ 46 ]              |
| 26   | 土地改良の詩・冨田甚平                                       |                                     |                                                                | 原田龍二（冨田甚平）、吉村涼、三浦浩一、坂元健児、岸田研二、堀田太陽、庄山久美子、山中紗夜、もっこすファイヤー、森谷蓮、片渕奏汰 | 映美くらら（ナビゲーター） 熊本竜太                                    | 2018年 11月4日                              | | [ 47 ] [ 48 ] [ 49 ]              |
| 27   | 加藤清正 ～土木の神様 民とともに～                           |                                     |                                                                | 石黒賢（加藤清正）、石倉良信（飯田覚兵衛）、小澤雄太（森本儀太夫）、坂元健児（大木兼能）、小柳美李（かな=清浄院）、小串恭輔（平太） | 石黒賢（ナビゲーター） 銀河万丈                                        | 2019年 10月27日                             | 企画：熊本市、菊陽町、大津町 制作発表の記者会見は桜の馬場 城彩苑で行われた。 | [ 50 ] [ 51 ]                     |
| 28   | 宇良田唯 医者としての使命に燃えて                            | 樋口徹                              | 松田竜介（TKU、「総合演出」名義）                              | 松下由樹（宇良田唯、壮年期・旅人の二役）、中村里帆（宇良田唯、青年期）、桑路ススム（中村小三郎）、甲斐まり恵（浜崎美枝）、西ノ園達大（中村常三郎）、佐々木晴花（竹井キゲヨ）、米村秀人（康七・青年の二役）、渡辺裕之（宇良田玄彰）                                                                                             | 尾谷いずみ（TKUアナウンサー）                                          | 2021年 1月17日                              | 監修：吉川茂文（牛深歴史文化遺産の会） 本作からTVerおよびFODによるネット配信を開始 | [ 2 ] [ 52 ]                      |
| 29   | 結びの糸・原田茂 ～洋装への扉を開いた火の国の女～            | 樋口徹                              | 松田竜介（「総合演出」名義、プロデューサー兼任、TKU）          | 竹下景子（原田茂、壮年期）、北原里英（原田茂、青年期）、八木さおり、外岡えりか、黒木真二、石倉良信、鈴木健介（原田清勝）、中原丈雄 | 中原理奈（TKUアナウンサー）                                            | 2022年 10月31日 12月31日（再放送、TKUのみ） | 参考：原田茂『たてよこの糸 洋裁教育五十五年』文化出版局 資料提供：学校法人尚絅学園、アニドウ・フィルム、学校法人和洋学園、和洋女子大学 制作記者会見は合志市役所で行われた。                                                                       | [ 3 ] [ 53 ] [ 54 ]               |
| 30   | 名優 笠智衆 〜春風のあるがごとし〜                           | 樋口徹                              | 松田竜介（「総合演出」名義、プロデューサー兼任、TKU）          | 小日向文世（笠智衆、壮年期）、小日向春平（笠智衆、青年期）、柳ゆり菜、笠兼三（笠徹）、斉藤レイ（笠徹の妻）、染谷洸太、名村辰、松下由樹（笠花観） | 熊本竜太（TKUアナウンサー）                                            | 2023年 1月22日                              | 原作・笠徹『春風想』（扶桑社） 撮影は、鞠智城跡や玉名市の高瀬船着場跡、金栗四三生家、笠の生家である来照寺で2022年10月から11月に行われた。 | [ 7 ] [ 4 ] [ 55 ] [ 56 ] [ 57 ]  |
| 31   | 日本細菌学の父 北里柴三郎 ～終始一貫 未来を紡いで～          | 樋口徹                              | 高津孝幸（「総合演出」名義、TKU）                              | 塚地武雅（北里柴三郎）、宅麻伸、山崎銀之丞、戸塚祥太（A.B.C-Z、後藤新平）、染谷洸太 |                                                                        | 2024年 1月21日                              | 2024年の日本銀行券の紙幣改定において、北里柴三郎が千円紙幣の肖像に採用されたことから制作された。 | [ 58 ] [ 8 ]                      |
| 32   | 夏目漱石 ～吾輩が愛した肥後の国より～                        | 樋口徹                              | 高津孝幸（「総合演出」名義、TKU）                              | 加藤シゲアキ（夏目漱石）、北乃きい（夏目鏡子）、今井悠貴（俣野義郎）、北川拓実（寺田寅彦）、森下じんせい（中川元）、池田彪馬（春日晋助）、伊藤あいみ（前田卓子）、堀川梨心（菅順）、山崎銀之丞（川端京一）、長谷川純（山川信次郎）、竹財輝之助（菅虎雄）                                                                       | 中尾隆聖                                                               | 2025年 1月19日                              | 企画：熊本市 資料提供：熊本大学五高記念館 撮影は熊本市で行われ、夏目漱石が熊本滞在中に住んだ夏目漱石内坪井旧居などで2024年11月にロケ撮影された。制作発表の記者会見は、熊本大学の五高記念館で河津延雄TKU社長や大西一史熊本市長も出席して行われた。 | [ 8 ] [ 59 ] [ 60 ] [ 61 ] [ 62 ] |

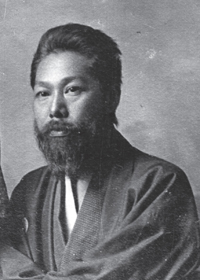
宮崎滔天
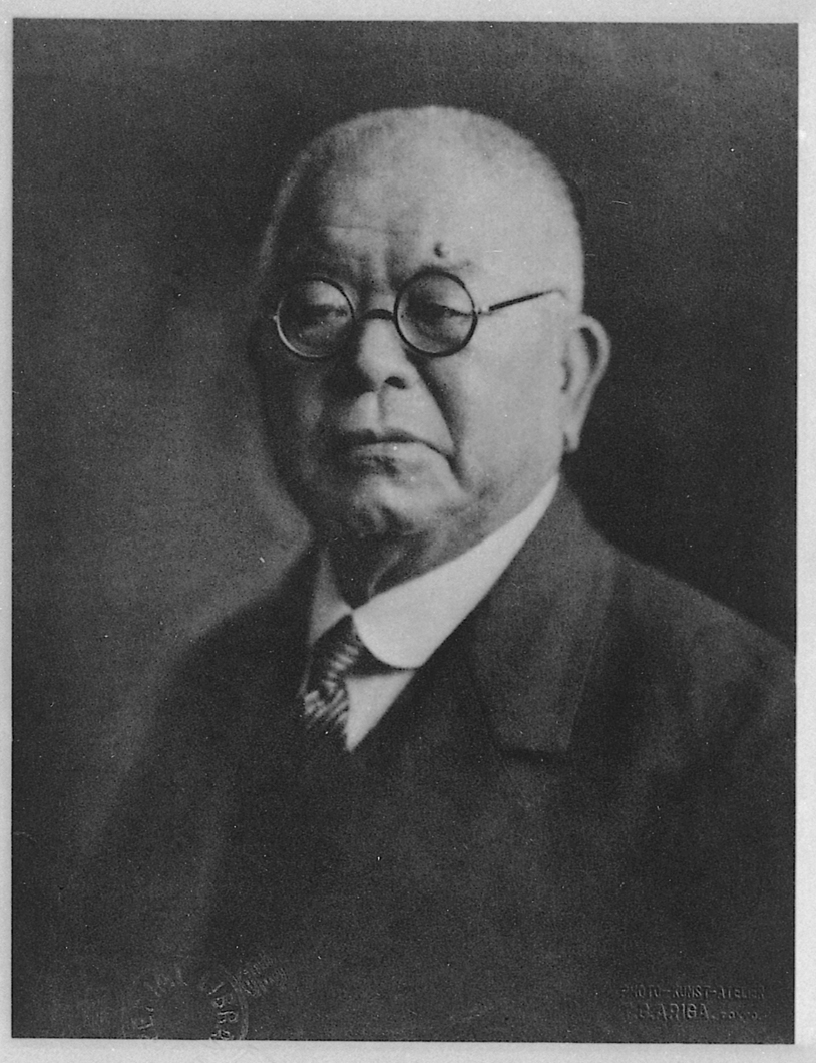
北里柴三郎
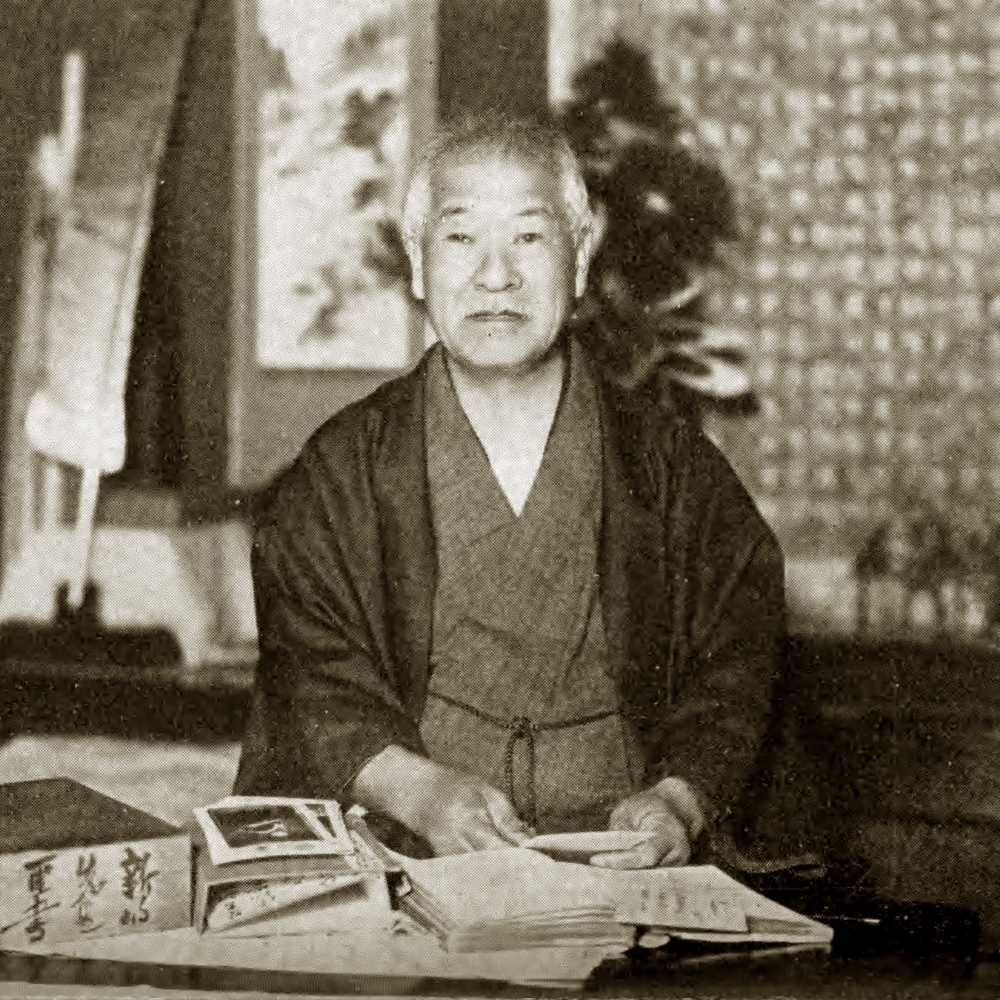
徳富蘇峰
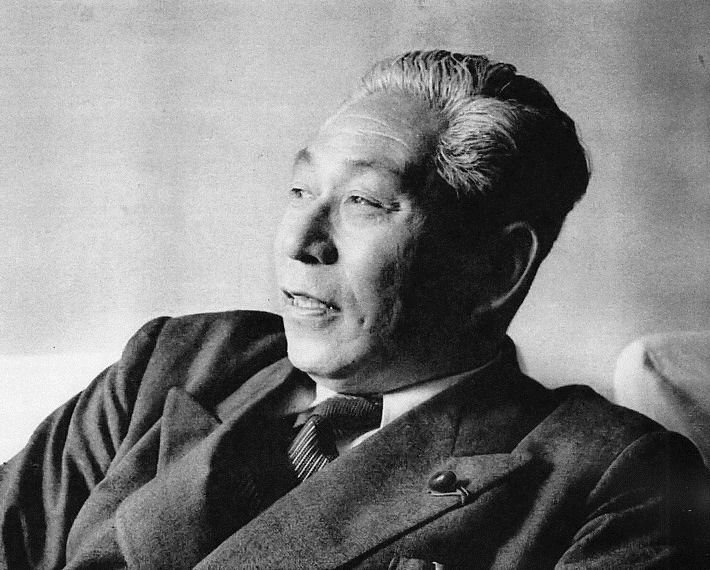
松前重義
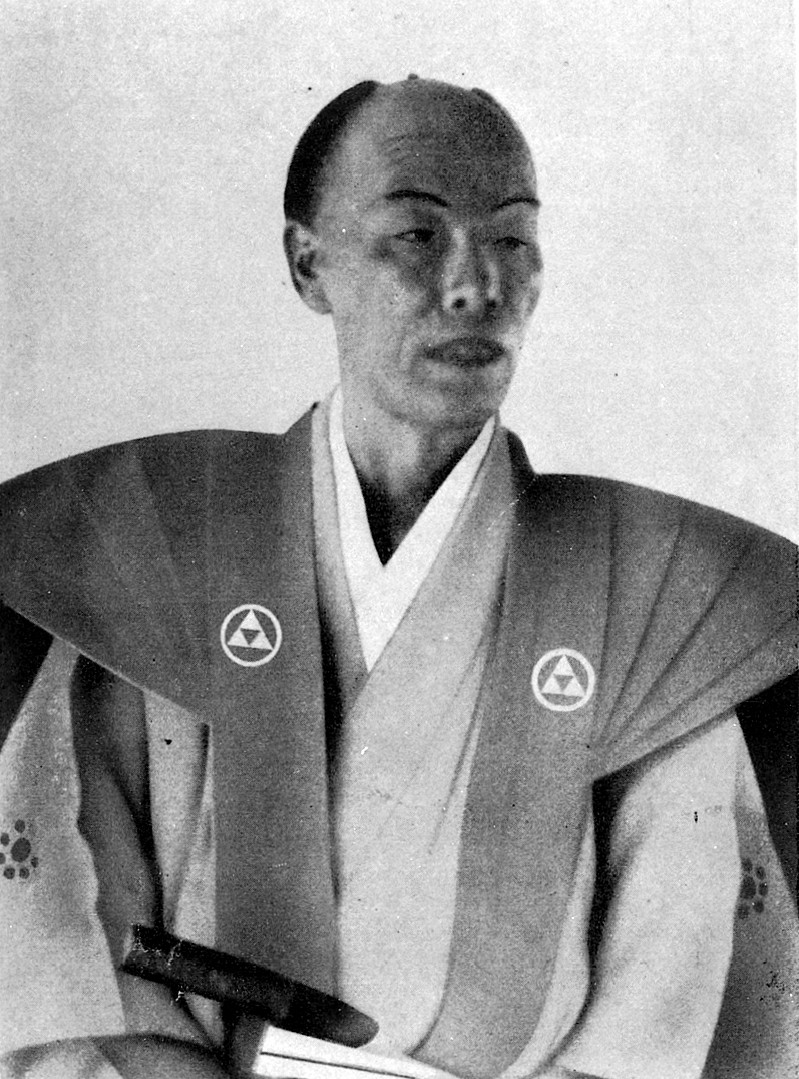
横井小楠
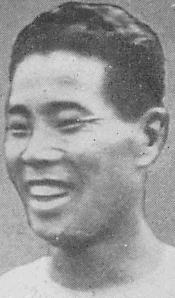
金栗四三
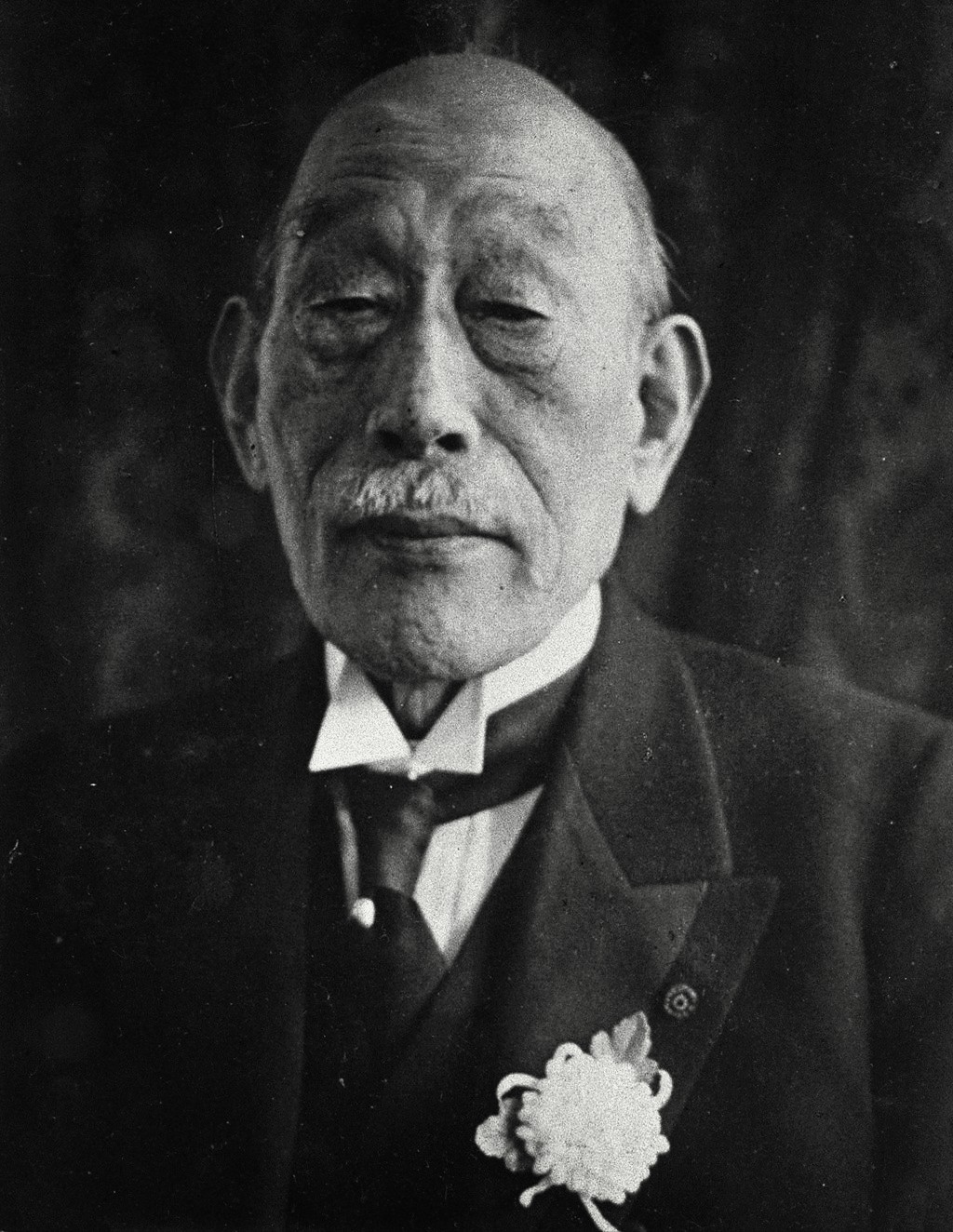
清浦奎吾
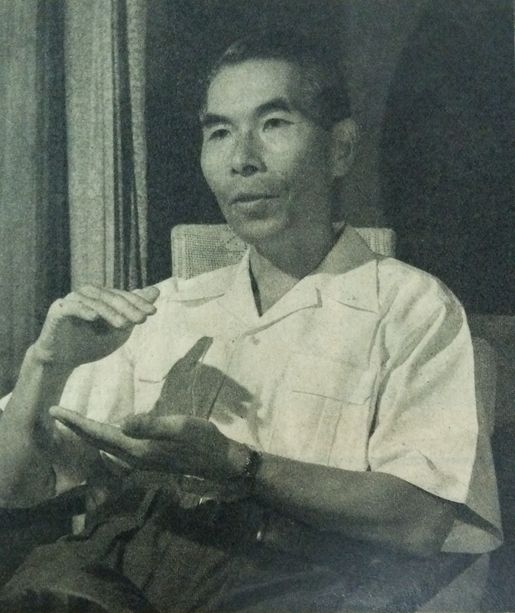
高木惣吉
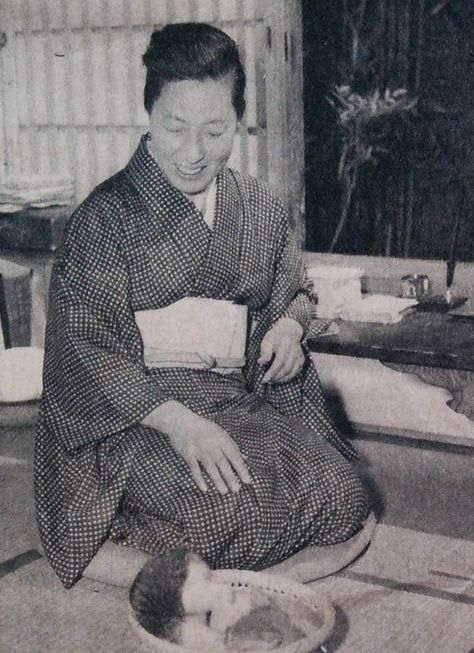
中村汀女
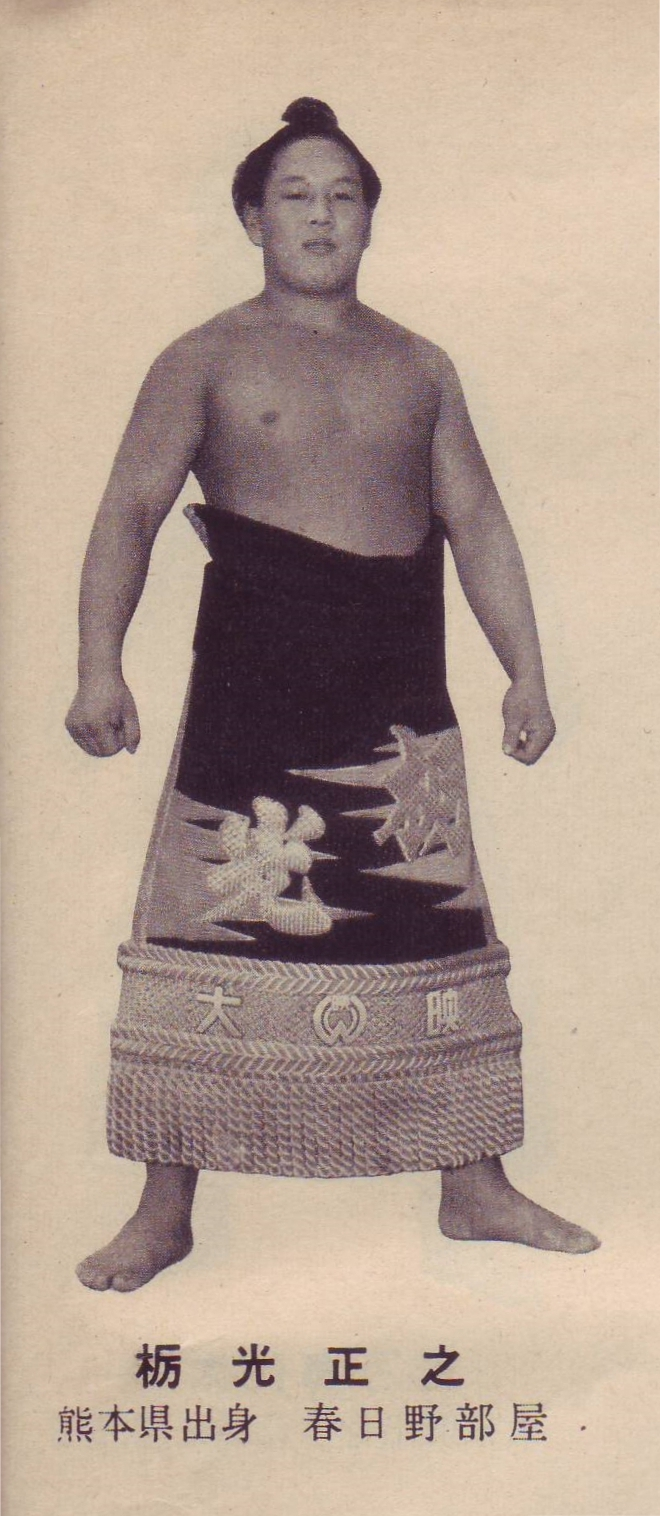
栃光正之
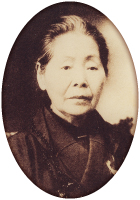
矢嶋楫子
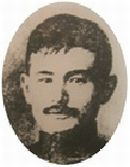
日野熊蔵
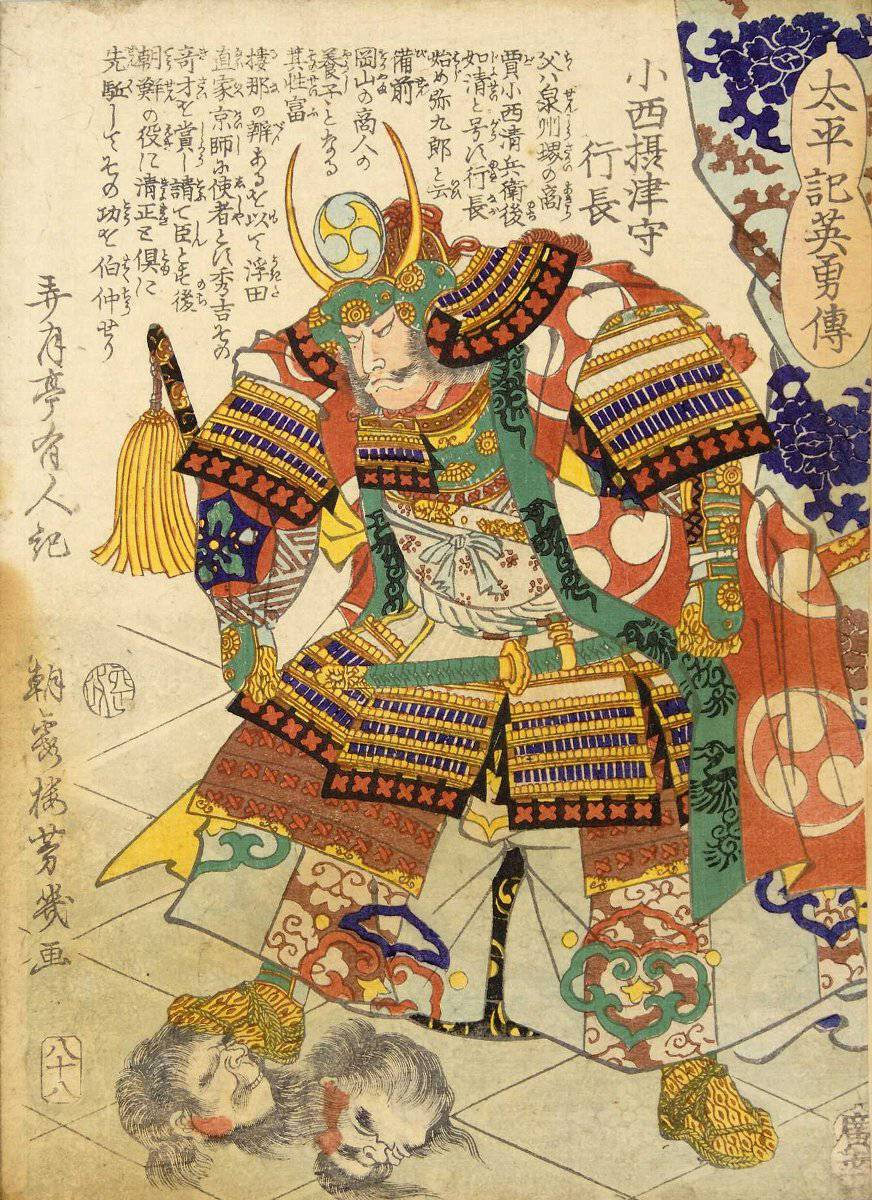
小西行長
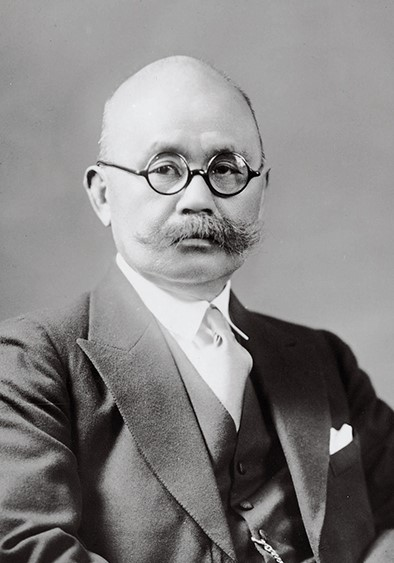
光永星郎
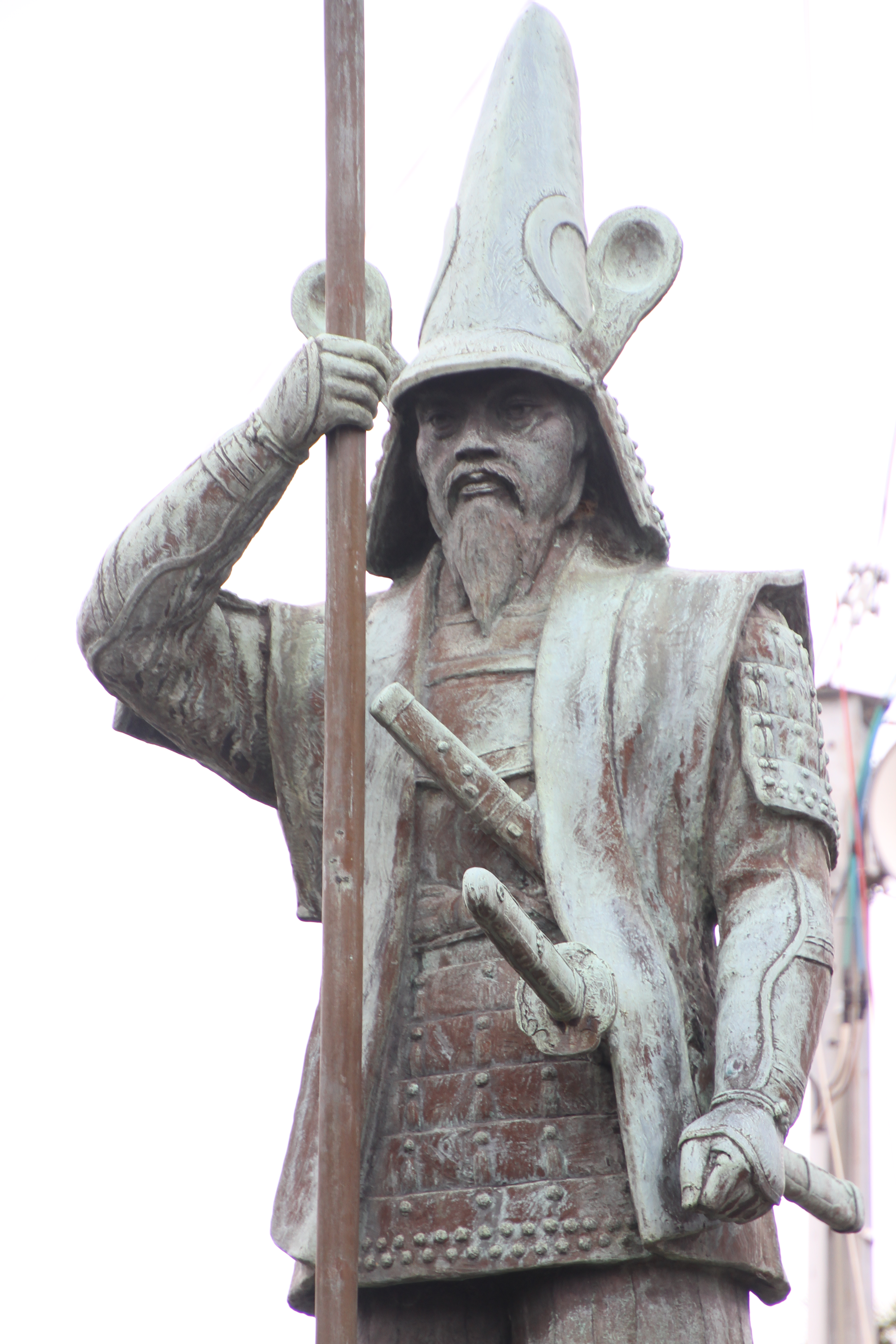
加藤清正
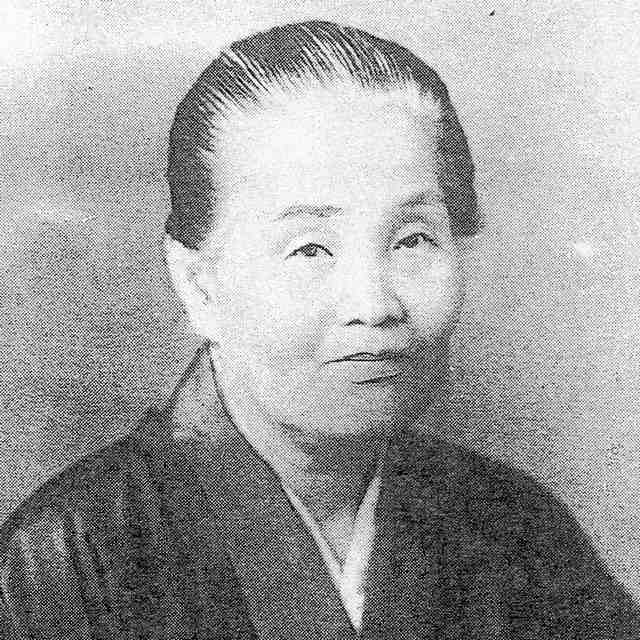
宇良田唯
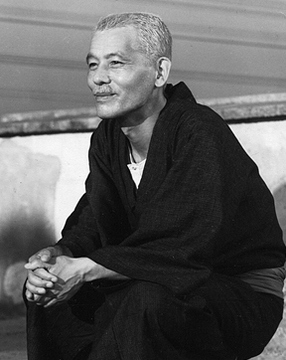
笠智衆
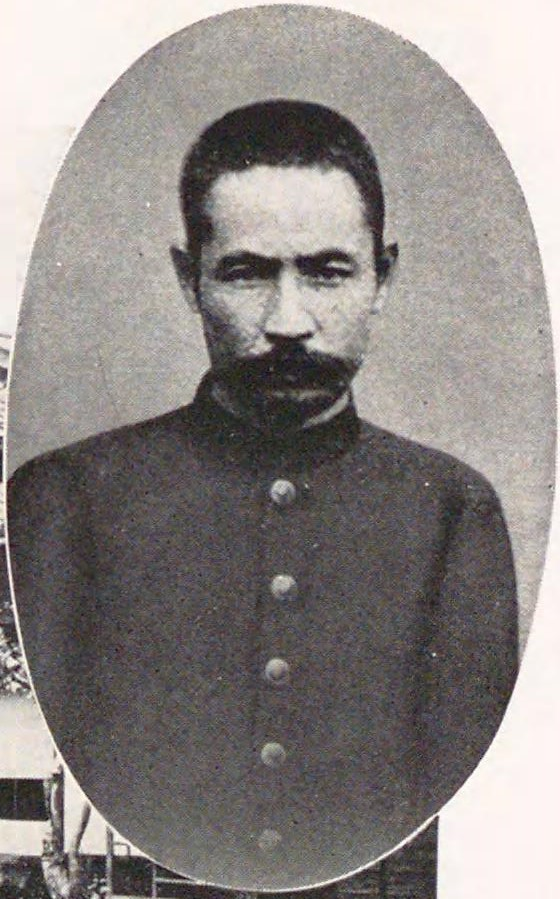
夏目漱石

## 関連番組
1998年には、TKU創業30周年記念事業として、創業者の河津寅雄をドキュメンタリータッチで紹介する55分の番組「常民思想のサムライ ～河津寅雄物語～」が制作され、4月19日の19時から放送された。後に、本シリーズの第20作「郷土と共に歩んだ真の指導者 河津寅雄」でも河津を取り上げている。